# NGC 4349
NGC 4349 ist ein offener Sternhaufen vom Typ I2m im Sternbild Kreuz des Südens. Er hat eine Winkelausdehnung von 4,0′ und eine scheinbare Helligkeit von 7,4 mag.
Das Objekt wurde am 30. April 1826 von James Dunlop entdeckt.